# Leucopis monticola
Leucopis monticola är en tvåvingeart som beskrevs av Tanasijtshuk 1961. Leucopis monticola ingår i släktet Leucopis och familjen markflugor. Inga underarter finns listade i Catalogue of Life.